# Luna Sea
Pour les articles homonymes, voir Luna.
 (février 2011).
Si vous disposez d'ouvrages ou d'articles de référence ou si vous connaissez des sites web de qualité traitant du thème abordé ici, merci de compléter l'article en donnant les références utiles à sa vérifiabilité et en les liant à la section « Notes et références ».
LUNA SEA est un groupe japonais de rock fondé en 1986 par Ryuichi Kawamura, Yune "Sugizo" Sugihara, Shinobu "Inoran" Inoue, Jun "J" Onose et Shinya Yamada, formation qui ne changera pas malgré les dix ans de pause du groupe, de 2000 à 2010. Ils ont réalisé jusqu'à présent huit albums, de nombreux singles et plusieurs vidéos durant les années 1990.

## Biographie

### Formation
À la différence de nombreux autres groupes japonais, la composition du groupe n'a jamais changé depuis 1989, année des débuts du groupe, jusqu'à la séparation fin 2000. Leurs éventuels pseudonymes et surnoms sont indiqués entre guillemets.
- Ryuichi Kawamura (河村隆一, Kawamura Ryuichi?) – chant
- Yune "Sugizo" Sugihara (杉原有音, Sugihara Yuune?) – guitare et violon
- Shinobu "Inoran" Inoue (井上清信, Inoue Shinobu?) – guitare
- Jun "J" Onose (小野瀬潤, Onose Jun?) – basse
- Shinya Yamada (山田真矢, Yamada Shinya?) – batterie

### Historique
C'est en 1986 que deux étudiants japonais, Jun Onose et Shinobu Inoue, fondent Lunacy, un groupe de rock. Ils sont rapidement rejoints par Shinya Yamada et Yune Sugihara et le groupe est remarqué par les radios locales. Peu de temps après, Ryuichi Kawamura se joint à la formation qui gagne en notoriété et, après trois demo tape, sort un premier album en indépendant (chez Extasy records: EXC-005). À la même époque, le groupe est rebaptisé Luna Sea.
Le succès est au rendez-vous et, dans un contexte porteur (le rock est alors en pleine ascension, notamment porté par des groupes tels que X Japan), les majors ne tardent pas à s'intéresser aux cinq garçons. Ces derniers signent en 1992 chez Universal et sort son deuxième album : Image. Le succès du titre Déjà Vu et de l'album en général propulse le groupe parmi les formations les plus en vue de la scène rock. Il leur permet aussi d'affirmer un style propre, entre punk rock et accents mélancoliques.
Très rapidement, un troisième album sort, baptisé Eden puis, après une courte pause, un quatrième (Mother) qui marque pour beaucoup l'apogée de Luna Sea. Les compositions y sont davantage épurées, la voix de Ryuichi gagne en ampleur et en justesse. Les look des membres du groupe suivent un parcours similaire : à l'origine très visuels, entre le punk, le bat-cave et les références religieuses, ils perdent en excentricité ce qu'ils gagnent en personnalité.
En 1995, un double concert au Tokyo Dome, la plus grande salle de concert de Tokyo, marque définitivement l'entrée du groupe dans la cour des grands. Leur album suivant, Style (1996), est encore l'occasion d'un revirement : tenues et tonalités plus pop rock, attitudes glamour visant plus que jamais un public juvénile. Fin 1996, le groupe annonce une pause de son activité, chacun de ses membres souhaitant se consacrer à des projets personnels.
C'est donc en 1998 seulement que sort l'album suivant de Luna Sea, Shine, qui présente un tournant pop, aussi bien dans les compositions que dans le style vestimentaire plus classique des cinq musiciens. Pour autant, le succès ne se dément pas et le groupe multiplie les concerts non seulement au Japon mais aussi en Asie.
Lunacy, sorti en 2000, est le dernier album du groupe avant la pause. Contrairement à ce que son titre laissait supposer, il ne s'agit pas d'un retour aux sources, mais plutôt d'une œuvre dans la continuité de Style et Shine. Fin 2000, le groupe annonce son intention de tirer le rideau pour différents musicaux. Depuis, chacun des cinq membres ont poursuivi des activités musicales, se retrouvant éventuellement autour d'un projet commun (c'est notamment le cas de Ryuichi et Inoran, cofondateurs du groupe Tourbillon).
Le groupe s'est réuni le temps d'un concert, le 24 décembre 2007, intitulé "God Bless You ~ One Night Déjà Vu". En mai 2008, les 5 ont pris part au hide memorial summit, un hommage à hide, parmi de nombreux groupes (Dir en Grey, TM Revolution...). Ils ont également interprété Believe en duo avec X Japan, puis X, également avec X Japan mais aussi Mucc et d'autres artistes.
En 2009, Sugizo devient le sixième membre du groupe X Japan en tant que guitariste et violoniste
C'est le 29 mai 2010 que l'espoir des fans du monde entier renaît au travers d'un message sur leur site officiel "LUNA SEA REBOOT". Après plusieurs dates durant l'été, une conférence de presse à Hong Kong officialise une tournée mondiale fin 2010 nommée pour l'occasion "20th Anniversary World Tour Reboot ~to the New Moon~", qui passera par Bochum, Los Angeles, Hong Kong, Taipei pour finir à Tokyo. Ryuichi a déclaré vouloir jouer de nouveaux morceaux durant cette tournée.

## Discographie

### Albums
- Luna Sea (21 avril 1991)
- Image (21 mai 1992)
- Eden (21 avril 1993)
- Mother (26 octobre 1994)
- Style (22 avril 1996)
- Shine (23 juillet 1998)
- Lunacy (12 juillet 2000)
- A Will (11 décembre 2013)
- The Luv (2017)
- Cross (2019)

### Singles
- Believe (24 février 1993)
- In my Dream (with Shiver) (21 juillet 1993)
- Rosier (21 juillet 1994)
- True Blue (21 septembre 1994)
- Mother (22 février 1995)
- Desire (13 novembre 1995)
- End of Sorrow (25 mars 1996)
- In Silence (15 juillet 1996)
- Storm (15 avril 1998)
- Shine (3 juin 1998)
- I for You (1er juillet 1998) (ce single servira de générique au Drama japonais "Kami sama mou sukoshi dake")
- Gravity (29 mars 2000)
- Tonight (17 mai 2000)
- Love Song (8 novembre 2000)
- Promise (9 avril 2011) (single en téléchargement)
- The One -Crash to Create- (21 mars 2012)
- The End of the Dream / Rouge (12 décembre 2012)
- Thoughts (28 août 2013)
- Ran (乱, aussi retranscrit en Run) (13 novembre 2013)
- Limit (22 juin 2016)
- Sora no Uta ~Higher and Higher~/Hisōbi  (29 mai 2019, musique pour Mobile Suit Gundam: The Origin)

### Compilations
- Singles (17 décembre 1997)
- Tribute Spirits (1er mai 1999)
- Never Sold Out (29 mai 1999)
- Period ~The Best Selection~ (23 décembre 2000)
- Guitar Solo Instruments 1 & 2 (19 décembre 2001)
- Piano Solo Instruments 1 - 4 (19 décembre 2001
- Another Side of Singles II (6 mars 2002)
- Slow (23 mars 2005)
- Complete Best (26 mars 2008)